# Ostružnica
Ostružnica (en serbe cyrillique : Остружница) est une ville de Serbie située dans la municipalité de Čukarica et sur le territoire la Ville de Belgrade. Au recensement de 2011, elle comptait 4 132 habitants.

## Géographie

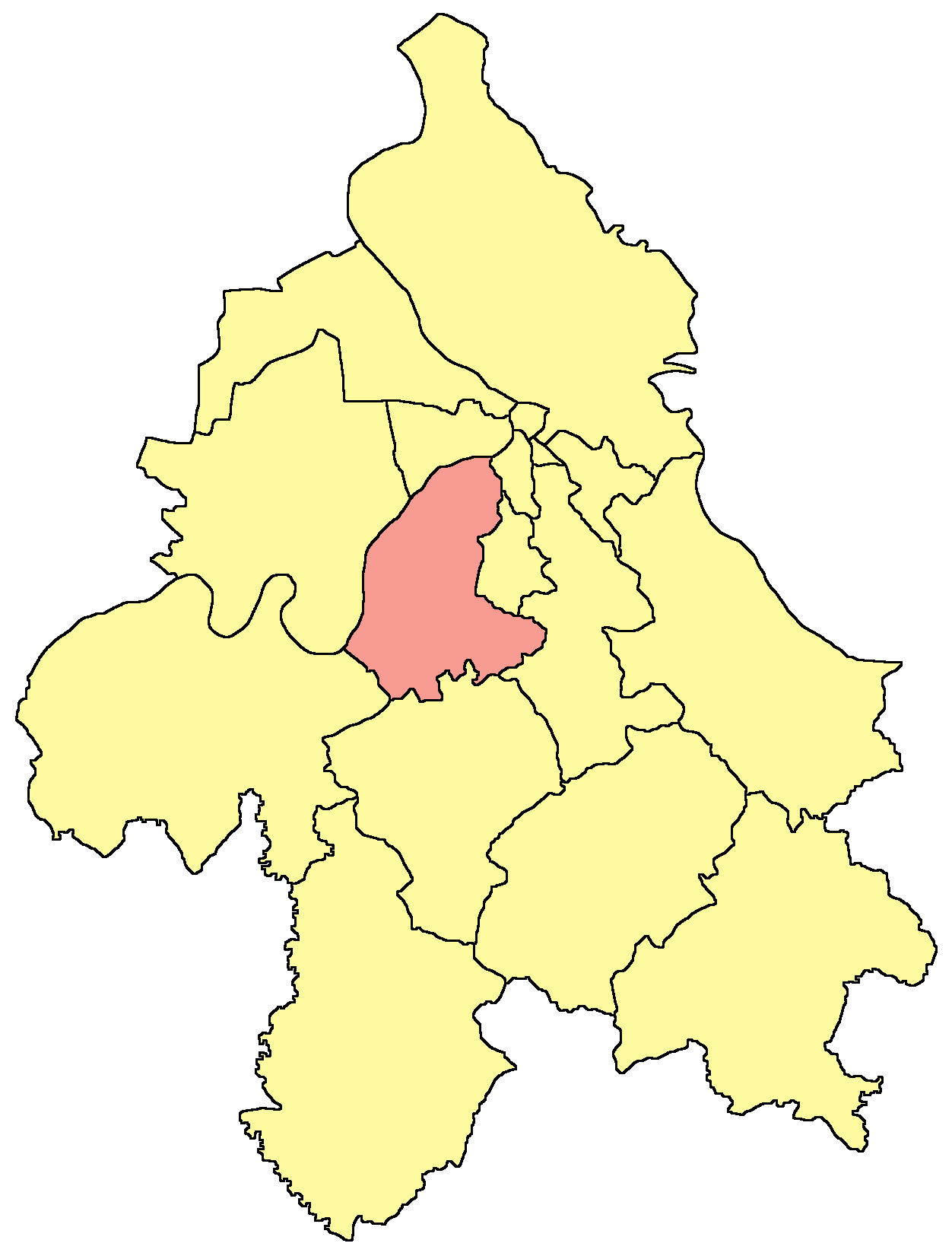
Localisation de la municipalité de Čukarica dans la Ville de Belgrade

Ostružnica est située dans la région de la Šumadija, sur la rive droite de la Save, à l'embouchure de l'Ostružnička reka ; la ville se trouve à 14 km au sud-ouest de Belgrade, au sud de l'île d'Ada Ciganlija.

## Histoire
Lors du Premier soulèvement serbe contre les Ottomans, Karageorges, le chef de la rébellion, convoqua la toute première assemblée nationale de Serbie à Ostružnica ; elle se tint du 24 au 28 avril 1804. L'Église Saint-Nicolas a été construite entre 1831 et 1833, à l'initiative du prince Miloš Obrenović, là où s'est tenue la première assemblée ; l'église est aujourd'hui inscrite sur la liste des biens culturels protégés de la Ville de Belgrade.
La kafana Janić, située 19 rue Karađorđeva, a été construite au début du XIXe siècle ; elle constitue un exemple exceptionnellement important de l'architecture vernaculaire en Serbie, ce qui lui vaut d'être inscrite sur la liste des biens culturels de la ville de Belgrade. Les magasins Janić, situés 4 place Karađorđevih ustanika, ont été construits dans la première moitié du XIXe siècle ; ils étaient constitués d'une kafana et de huit chambres, de deux salles de restaurant sur le devant de la maison et d'une cuisine avec des garde-manger à l'arrière ; l'aile occidentale de la maison, séparée du reste de l'édifice par un couloir faisant toute la largeur de la construction, constituait les quartiers d'habitation du propriétaire ; sur la façade sud se trouve un porche avec des arcades qui courent tout le long de l'édifice ; le bâtiment est lui aussi classé.

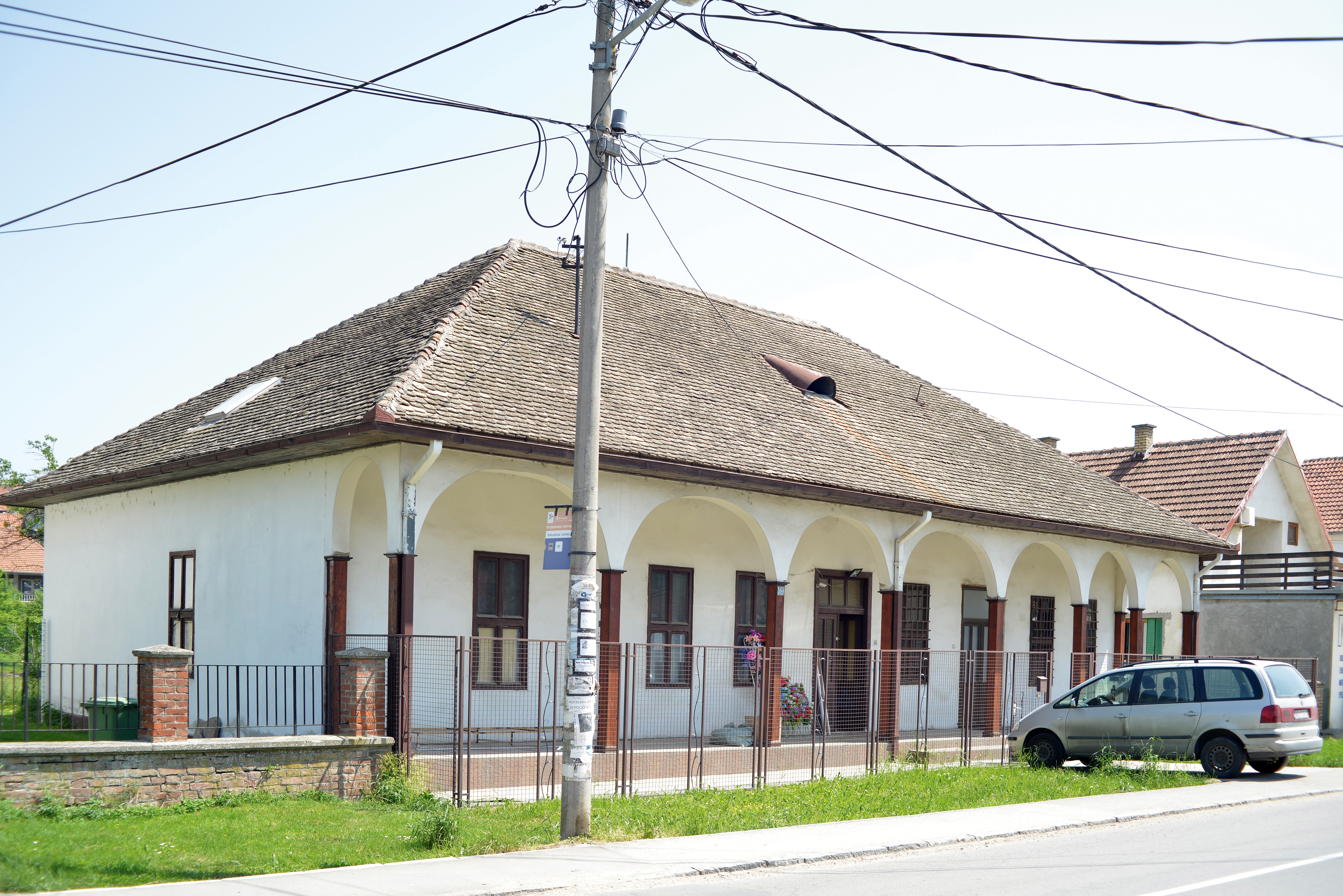
La kafana Janić.

## Démographie

### Évolution historique de la population
| 1948  | 1953  | 1961  | 1971  | 1981  | 1991  | 2002  | 2011  |
| ----- | ----- | ----- | ----- | ----- | ----- | ----- | ----- |
| 2 304 | 2 663 | 3 840 | 4 016 | 4 060 | 3 787 | 3 929 | 4 132 |

|  |

## Sport
Ostružnica possède un club de football, le FK Borac Ostružnica, créé en 1931.

## Transports
Ostružnica possède sa propre gare de fret sur la ligne Batajnica-Surčin-Ostružnica-Železnik-Resnik ; le pont ferroviaire d'Ostružnica permet de traverser la Save. la gare d'Ostružnica est reliée à la gare de fret et de triage de Makiš.
En 1999, un nouveau pont routier en construction à Ostružnica a été bombardé par l'OTAN lors de l'opération Allied Force ; il n'a été achevé qu'en 2005. Il représente une des sections majeures du futur périphérique de Belgrade (autoroute serbe A1).